# São Miguel (Comoro)
São Miguel ist eine osttimoresische Aldeia im Sucos Comoro (Verwaltungsamt Dom Aleixo, Gemeinde Dili). 2015 lebten in São Miguel 798 Menschen.

## Lage
São Miguel liegt im Osten vom Suco Comoro und ist Teil des Stadtteils Aimutin. Nördlich liegt die Aldeia Aimutin, westlich die Aldeia Ramelau Delta, östlich der Rua de Ai Mutin die Aldeia Posto Penal und südlich die Aldeia São José.